# جابورا
جابورا بلدية في ولاية سانتا كاتارينا في المنطقة الجنوبية من البرازيل.